# Littlefield, Arizona
Littlefield je naseljeno područje za statističke svrhe u američkoj saveznoj državi Arizona. Prema popisu stanovništva iz 2010. u njemu je živjelo 308 stanovnika.